# How Green Was My Valley
How Green Was My Valley (bra: Como Era Verde o Meu Vale, ou Como Era Verde Meu Vale; prt: O Vale Era Verde) é um filme estadunidense de 1941, do gênero drama, dirigido por John Ford, com roteiro de Philip Dunne baseado no romance homônimo de Richard Llewellyn.

## Elenco
- Walter Pidgeon .... Mr. Gruffydd

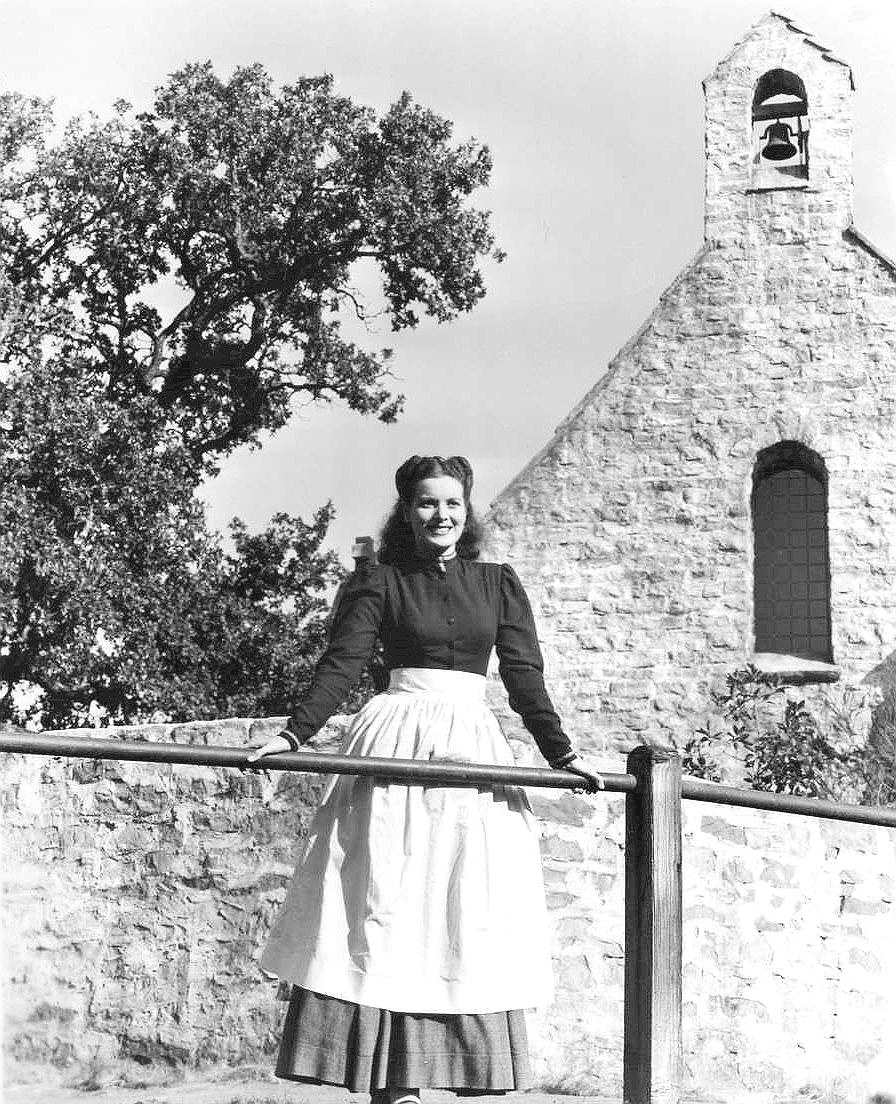
Maureen O'Hara durante as filmagens

- Maureen O'Hara .... Angharad Morgan
- Anna Lee .... Bronwyn
- Donald Crisp.... Gwilym Morgan
- Roddy McDowall .... Huw Morgan
- John Loder .... Ianto Morgan
- Sara Allgood .... Beth Morgan
- Barry Fitzgerald .... Cyfartha
- Patric Knowles .... Ivor Morgan
- Morton Lowry .... Mr. Jonas
- Arthur Shields .... Mr. Parry
- Ann E. Todd .... Ceinwen
- Frederick Worlock .... Dr. Richards
- Richard Fraser .... Davy Morgan
- Irving Pichel narrador (voz de Huw Morgan, idoso)

## Prêmios e indicações
| Prêmio     | Categoria                | Recipiente                               | Resultado |
| ---------- | ------------------------ | ---------------------------------------- | --------- |
| Oscar 1942 | Melhor ator coadjuvante  | Donald Crisp                             | Venceu    |
| Oscar 1942 | Melhor atriz coadjuvante | Sara Algood                              | Indicado  |
| Oscar 1942 | Melhor direção de arte   | Richard Day, Nathan Juran, Thomas Little | Venceu    |
| Oscar 1942 | Melhor fotografia        | Arthur Miller                            | Venceu    |
| Oscar 1942 | Melhor direção           | John Ford                                | Venceu    |
| Oscar 1942 | Melhor edição            | James B. Clark                           | Indicado  |
| Oscar 1942 | Melhor trilha sonora     | Alfred Newman                            | Indicado  |
| Oscar 1942 | Melhor filme             | 20th Century-Fox                         | Venceu    |
| Oscar 1942 | Melhor som               | E. H. Hansen                             | Indicado  |
| Oscar 1942 | Melhor roteiro adaptado  | Philip Dunne                             | Indicado  |

## Sinopse
Huw Morgan vive sua infância na cidade mineradora de Rhondda Valley com seus pais, quatro irmãos e uma irmã. Todos os homens da família são trabalhadores nas minas de carvão. Devido ao fechamento de uma indústria metalúrgica, muitos operários desempregados vão para as minas e aceitam pagamentos menores, o que diminui os salários em geral e leva a que os trabalhadores entrem em greve e, depois, formem um sindicato. A irmã de Huw, Angharad, se apaixona pelo pastor recém-chegado à cidade. Apesar de correspondida, o pastor prefere permanecer fiel à Igreja e ela acaba casando com o filho do proprietário da mina. As dificuldades no trabalho continuam e dois dos irmãos de Huw resolvem emigrar para a América. Huw vai para uma escola em outra cidade e sofre com os alunos esnobes e um professor autoritário.